# Osiedle Leśny Dwór
Osiedle Leśny Dwór – osiedle Zielonej Góry, położone w zachodniej części miasta.
Planowane osiedle Leśny Dwór będzie zajmowało obszar 23 ha na północny zachód od Osiedla Leśnego, obecnie teren ten w 68% należy do miasta. Planowane jest tu powstanie ok. 2000 mieszkań, w których zamieszka do 5000 mieszkańców. We wschodniej części planowana jest szkoła podstawowa, zaś w zachodniej obiekty handlowe.

## Ulice na osiedlu
- ul. Dworkowa (planowana)
- ul. Magnacka (planowana)
- ul. Szlachecka (planowana)
- ul. Zaściankowa (planowana)